# Monumento histórico

O logotipo na França

Monumento histórico (do latim monumentum, derivado de monere: "lembrar") é o título usado, em certos países, para definir um local, objeto, construção, ou representação artística, que recebe um estatuto jurídico destinado a protege-lo, devido sua contribuição histórica, artística e/ou arquitetónica, também, algo que representa com a finalidade de homenagear pessoas ou fatos da história.
Estes monumentos podem ser bustos, estátuas, obeliscos, edificações (como por exemplo Taj Mahal), entre outras formas artísticas de representação.
Monumento histórico é um tipo de solução contra a transitoriedade da vida terrena. É algo que faz lembrar o passado fazendo-o sentir como se fosse presente, sentir a memória, a fim de manter e preservar a identidade de uma comunidade étnica ou religiosa, tribal ou familiar. Uma memória viva que possui uma natureza afetiva essencial, com finalidade de causar uma emoção, não apenas ser informativo.